# Aufglasurfarben
Aufglasurfarben oder Muffelfarben sind Farben zur Bemalung von Keramik, insbesondere Porzellan und Fayence. Sie werden hergestellt aus Metalloxiden, die mit einem Flussmittel vermischt werden. Im Wesentlichen sind es die gleichen Stoffe, die schon zuvor von Emailmalern genutzt wurden. Als Flussmittel dient meist ein Blei- oder Boratglas, das bei relativ niedriger Temperatur schmilzt.
Da die wenigsten Stoffe hohe Temperaturen vertragen, ermöglichte erst die Muffelfarbentechnik eine breitere Farbpalette. Dabei werden die Farben auf die glasierte im zweiten Brand (Glattbrand oder Garbrand genannt) bereits glatt gebrannte Keramik aufgetragen und einem dritten Brand – dem Farbbrand – ausgesetzt. Beim Brennen schmilzt das Flussmittel, verbindet sich mit der Keramikglasur, so dass auch der beigemengte Farbstoff in der Glasur einsinkt und so abriebfest wird. Die Bezeichnung „Muffelfarbe“ leitet sich von Muffelofen ab, einem speziell für diesen Farbbrand konstruierten Ofen, in dem die Brandgase („der Rauch“) und die aufgewirbelte Asche nicht in Berührung mit dem Brenngut kommen konnten. Der Muffelbrand kann auch im gewöhnlichen Keramikofen durchgeführt werden, wenn das Brandgut in Kapseln („Muffeln“) eingeschlossen gebrannt wird.

Im deutschen Raum hatte sich zunächst Georg Funcke als Muffelfarbenchemiker hervorgetan, weil er 1714–1718 in Meißen fünf Farben entwickelt hatte. Als der bedeutendste Farbchemiker in dieser Sparte gilt Johann Gregorius Höroldt, der bis 1731 weitere 11 Farben entwickelte und insgesamt über 16 Farben verfügte. Nach Höroldt wurden weitere Farben in der Manufacture royale de porcelaine de Sèvres entwickelt: bis 1757 das berühmte „Rose Pompadour“, das „bleu de roi“ (Königsblau) und das „bleu mourant“ (ein Hellblau, von dem sich übrigens der Ausdruck „blümerant“ ableitet), außerdem neue Grün- und Gelbtöne. Weitere Farben wurden in britischen Manufakturen entwickelt bis schließlich 1890 über 500 Farbtöne verfügbar waren. 